# بيربرومات

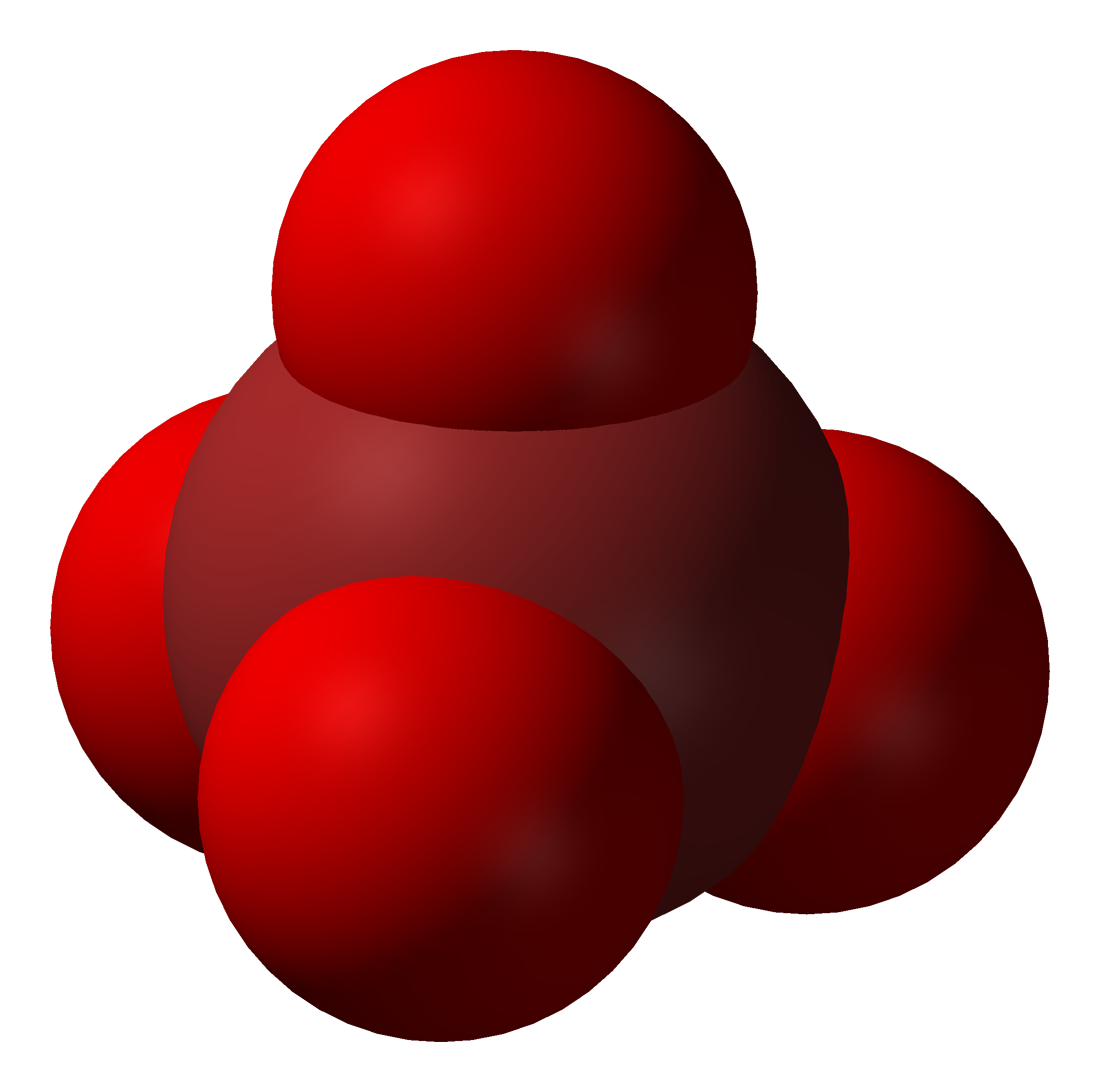
نموذج ملء الفراغ للأنيون

في الكيمياء ، أيونات البيربروم هي أنيون له الصيغة الكيميائية . وهو عبارة عن أكسليوم من البروم ، وهو قاعدة متقاربة من حمض البيروميك، حيث يحتوي البروم على حالة الأكسدة +7.  عكس الكلور (ClO4-) واليود (IO4-) النظير ، فإنه من الصعب تجميع.  لديها بنية جزيئية رباعية السطوح . 
يشير المصطلح البيربرومات أيضًا إلى مركب يحتوي على BrO4- أنيون أو مجموعة وظيفية OBrO3.
بيرون أيونات هو عامل مؤكسد قوي.  إمكانات التخفيض لـ BrO4- </br> BrO4- / Br - الزوجان +0.68   الخامس في درجة الحموضة   14. هذا يشبه إمكانات تخفيض سيلينيت .

## التركيب (توليف)
لم تنجح محاولات تركيب البيربرومات حتى عام 1968 ، عندما تم الحصول عليها أخيرًا بتحلل بيتا للسيلينيوم - 83 في ملح سيليناتي :  
83SeO42− → 83BrO4− + β−
في وقت لاحق، تم تصنيعه بنجاح مرة أخرى عن طريق التحليل الكهربائي لل LiBrO3 ، على الرغم من انخفاض العائد فقط.   وقت لاحق، تم الحصول عليها عن طريق أكسدة البروم مع ثنائي فلوريد الزينون .   بمجرد الحصول على البيرومات، يمكن إنتاج حمض البيروميك عن طريق البروتونات BrO4- . 
إحدى الطرق الفعالة لإنتاج البيربرومات هي أكسدة البرومات مع الفلور في ظل الظروف القلوية:  
BrO3- + F2 + 2 OH- → BrO4- + 2F- + H2O
هذا تركيب أسهل بكثير في الأداء على نطاق واسع عن طريق التحليل الكهربائي أو الأكسدة بواسطة ثنائي فلوريد الزينون. 
في عام 2011 ، تم اكتشاف توليف جديد أكثر فاعلية: تم تشكيل أيونات البيربرومات من خلال تفاعل أيونات الهيبوبروميت وبروميت في محلول هيبوبروميت صوديوم قلوي. 
يمكن للأنيونات Diperiodatonickelate في المحاليل القلوية أن تتأكسد برومات إلى بيربومات. هذه التوليفة منخفضة التكلفة نسبيا وخالية من الفلور. 